# Електрети
Електрети (англ. electret, контамінація з electr- від «electricity» та -et від «magnet») — аморфні речовини, здатні впродовж тривалого часу втримувати наведену поляризацію. Складаються з полярних молекул, наприклад, суміші воску й смоли. Якщо розплавити таку суміш і помістити її в дуже сильне електричне поле, а потім дати затверднути в такому стані, поляризація зберігатиметься протягом днів. Проте з часом повільні процеси релаксації призведуть до хаотизації орієнтації полярних молекул, і електричний момент поволі зникне.
Електричний аналог магніту, що довго зберігає наведений макроскопічний електричний момент (поляризовані електричні заряди) після зняття зовнішнього електричного поля або іншого чинника (освітлення або опромінення, тиску), які викликали поляризацію в речовині.
Застосовуються як джерела сталого електричного поля в деяких мікрофонах, фільтрах повітря, вібродатчиках, детекторах іонізувального випромінювання тощо.

## Опис
Електрет — діелектричний матеріал, який має квазісталий електричний заряд або дипольну поляризацію. Створює внутрішні та зовнішні електричні поля та є електростатичним еквівалентом постійного магніту.
Хоча Олівер Гевісайд увів цей термін 1885 року, матеріали з електретними властивостями були відомі науці та вивчалися ще від початку 1700-х років. Одним із прикладів є електрофор, пристрій, що складається з пластини з електретними властивостями та окремої металевої пластини. Спочатку електрофор винайшов Юган Карл Вільке у Швеції і перевинайшов Алессандро Вольта в Італії.
Назва підкреслює аналогію з утворенням магніту завдяки вирівнюванню магнітних доменів у шматку заліза. Перші електрети виготовляли, спочатку розплавивши відповідний діелектричний матеріал, наприклад, полімер або віск, який містить полярні молекули, а потім давши йому затвердіти в потужному електростатичному полі. Полярні молекули діелектрика вирівнюються за напрямком електростатичного поля, утворюючи дипольний електрет зі сталим електростатичним зміщенням. Сучасні електрети зазвичай виготовляють, уводячи в діелектрик із високими ізоляційними властивостями надлишкові заряди, наприклад, за допомогою електронного променя, коронного розряду, інжекції з електронної гармати, електричного пробою через зазор або діелектричного бар'єру.

## Подібність до магнітів
Електрети, як і магніти, є диполями. Ще одна подібність — радіальні поля: вони створюють навколо себе електростатичне поле (на відміну від магнітного поля). Коли магніт і електрет розташовані поруч, відбувається дещо незвичайне явище: у нерухомому стані вони не взаємодіють, однак, коли електрет переміщується відносно магнітного полюса, відчувається сила, яка діє перпендикулярно до магнітного поля, штовхаючи електрет уздовж траєкторії, перпендикулярної до напрямку «поштовху», як це відбувалося б із іншим магнітом.

## Подібність із конденсаторами
Існує подібність між електретом і шаром діелектрика, що використовується в конденсаторах; різниця полягає в тому, що діелектрики в конденсаторах мають індуковану поляризацію, яка є лише тимчасовою, залежно від потенціалу, прикладеного до діелектрика, тоді як діелектрики з електретними властивостями демонструють також квазісталу наявність заряду або дипольну поляризацію. Деякі матеріали також є сегнетоелектриками (тобто реагують на зовнішні поля гістерезисом поляризації). Сегнетоелектрики можуть постійно зберігати поляризацію, оскільки перебувають у термодинамічній рівновазі, тому їх використовують у сегнетоелектричних конденсаторах. Хоча електрети перебувають лише в метастабільному стані, за умови виготовлення з матеріалів із дуже низьким витоком вони можуть зберігати надлишковий заряд або поляризацію протягом багатьох років. Електретний мікрофон — тип конденсаторного мікрофона, який усуває потребу в напрузі поляризації від джерела живлення завдяки використанню постійно зарядженого матеріалу.

## Види електретів
Є два види електретів:
- Електрети реального заряду, які містять надлишковий заряд одного або обох знаків:
  - на поверхні діелектрика (поверхневий заряд)
  - в об'ємі діелектрика (просторовий заряд)
- Орієнтовані дипольні електрети містять орієнтовані диполі. Один із варіантів — сегнетоелектричні матеріали.

Електрети з комірками просторового заряду[уточнити] зі внутрішніми біполярними зарядами в порожнинах утворюють новий клас електретних матеріалів, які імітують сегнетоелектрики, тому вони відомі як сегнетоелектрети. Сегнетоелектрети мають сильні п'єзоелектричні властивості, порівнянні з керамічними п'єзоелектричними матеріалами. Деякі діелектрики здатні демонструвати обидві властивості.

## Матеріали
Електретні матеріали досить поширені в природі. Наприклад, кварц та інші форми діоксиду кремнію є природними електретами. Сьогодні більшість електретів виготовляють із синтетичних полімерів, наприклад, фторопластів, поліпропілену, поліетилентерефталату (ПЕТ) тощо. Квазісталі внутрішні або зовнішні електричні поля, створені електретами, мають широке застосування.

## Виробництво
Об'ємні електрети можна отримати нагріванням або плавленням матеріалу, а потім охолодженням його в сильному електричному полі. Електричне поле змінює положення носіїв заряду або вирівнює диполі всередині матеріалу. Коли матеріал охолоджується, затвердіння «заморожує» диполі на місці. Зазвичай для електретів використовують віск, полімери або смоли. Один із найдавніших рецептів включає 45 % карнаубського воску, 45 % білої каніфолі та 10 % білого бджолиного воску, розплавлених, змішаних і залишених охолоджуватися в статичному електричному полі з напруженістю кілька кВ/см. Термодіелектричний ефект, пов'язаний із цим процесом, уперше описав бразильський дослідник Хоакім Коста Рібейро.
Електрет також можна виготовити, вбудовуючи надлишковий від'ємний заряд усередину діелектрика за допомогою прискорювача частинок або наносячи[уточнити] заряд на поверхню чи поблизу неї за допомогою високовольтних коронних розрядів)процес називається коронним заряджанням). Надлишковий заряд в електреті спадає експоненціально. Стала розпаду є функцією відносної діелектричної проникності матеріалу та його об'ємного питомого опору. Матеріали з надзвичайно високим питомим опором, такі як політетрафторетилен, можуть зберігати надлишковий заряд протягом багатьох сотень років[джерело?]. Більшість комерційно вироблених електретів засновані тонких плівках із фторопластів (наприклад, аморфний тефлон).

## Патенти
- Ноулін, Томас Е. і Курт Р. Рашке, U.S. Patent 4 291 245, «Процес виготовлення полімерних електретів»